# Михновское сельское поселение
Михновское сельское поселение — муниципальное образование в составе Смоленского района Смоленской области России. Административный центр — деревня Михновка.

## Географические данные
- Общая площадь: 112,46 км²
- Расположение: западная часть Смоленского района
- Граничит:
  - на севере — с Гнёздовским сельским поселением
  - на северо-востоке — с городом Смоленск.
  - на востоке — с Пригорским сельским поселением
  - на юге — с Хохловским сельским поселением
  - на западе — с Краснинским районом
  - на северо-западе — с Катынским сельским поселением
- По территории поселения проходит автомобильная дорога А141 Орёл — Витебск.
- Крупная река: Днепр.

## Население
| 2007  | 2011  | 2012  | 2013  | 2014  | 2015  | 2016  |
| ----- | ----- | ----- | ----- | ----- | ----- | ----- |
| 1740  | ↗1790 | ↗2056 | ↗2145 | ↗2225 | ↗2280 | ↗2321 |
| 2017  | 2018  | 2019  | 2020  | 2021  |       |       |
| ↗2410 | ↗2502 | ↗2551 | ↗2603 | ↗3101 |       |       |

## Населённые пункты
В сельское поселение входят 23 населённых пункта:
| №  | Населённый пункт  | Тип     | Население (чел.) |
| -- | ----------------- | ------- | ---------------- |
| 1  | Александровка     | деревня | 152              |
| 2  | Алексино          | деревня | 20               |
| 3  | Боровая           | деревня | 78               |
| 4  | Буценино          | деревня | 38               |
| 5  | Гороховка         | деревня | 0                |
| 6  | Деменщина         | деревня | 37               |
| 7  | Демидовка         | деревня | 104              |
| 8  | Дроветчино        | деревня | 33               |
| 9  | Каменщина         | деревня | 17               |
| 10 | Катынь-Покровская | деревня | 13               |
| 11 | Кореневщина       | деревня | 50               |
| 12 | Луговцы           | деревня | 0                |
| 13 | Михновка          | деревня | 592              |
| 14 | Скуркино          | деревня | 3                |
| 15 | Слизнево          | деревня | 14               |
| 16 | Телеши            | деревня | 36               |
| 17 | Уфинье            | деревня | 39               |
| 18 | Фролы             | деревня | 11               |
| 19 | Хлевищено         | деревня | 24               |
| 20 | Цурковка          | деревня | 0                |
| 21 | Чекулино          | деревня | 210              |
| 22 | Шпаки             | деревня | 45               |
| 23 | Ясенная           | деревня | 262              |

## Руководители
Главой поселения и Главой администрации является Берлинов Андрей Иванович